# Blimbing Sari
Blimbing Sari is een bestuurslaag in het regentschap Banyuwangi van de provincie Oost-Java, Indonesië. Blimbing Sari telt 4779 inwoners (volkstelling 2010).